# لونه، کبک
لونه (به فرانسوی: Launay) بخشی در منطقه شهری ابیتیبی ناحیه ابیتیبی-تمیسکامانگ در استان کبک کانادا است. در سرشماری سال ۲۰۱۱ این بخش ۲۴۹ نفر جمعیت داشته‌است و مساحت آن ۲۵۲٫۴۴ کیلومتر مربع است.